# Cayaponia villosissima
Cayaponia villosissima är en gurkväxtart som beskrevs av Célestin Alfred Cogniaux. Cayaponia villosissima ingår i släktet Cayaponia och familjen gurkväxter. Inga underarter finns listade i Catalogue of Life.